# Python breitensteini
Python breitensteini là một loài rắn trong họ Pythonidae. Loài này được Steindachner mô tả khoa học đầu tiên năm 1881.

## Hình ảnh

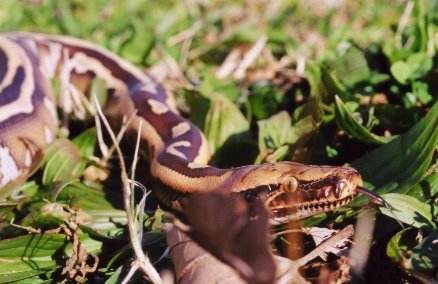
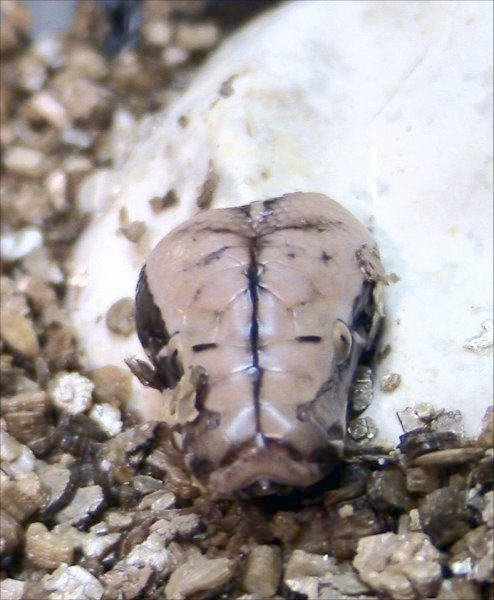
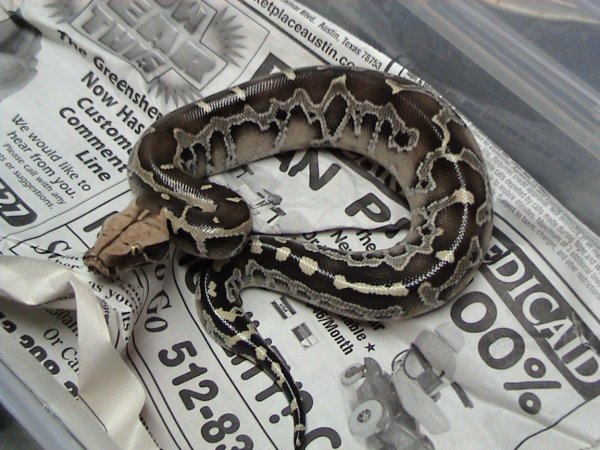